# Cullman (Alabama)
Cullman − miasto w południowo-wschodniej części Stanów Zjednoczonych, w stanie Alabamie, stolica hrabstwa Cullman.

## Demografia
Według spisu w 2020 roku liczy 18,2 tys. mieszkańców. W roku 2023 liczba mieszkańców wzrosła do 19 913 osób, a gęstość zaludnienia do 327,5 osoby/km².

## Tornada
27 kwietnia 2011 roku przez miasto przeszło tornado o sile EF4, powodując znaczne zniszczenia kilku niewielkich budynków handlowych, oraz dużego kościoła luterańskiego w centrum miasta.

## Religia
Według danych z 2010 roku miasto jest bardzo silnie ewangelikalne − 67% populacji było członkami kościołów ewangelikalnych (3. miejsce w USA). 